# Pierre-Simon Ballanche
Pierre-Simon Ballanche (Lyon, 4 augustus 1776 - Parijs,  12 juni 1847) was een romanticus, historicus en schrijver afkomstig uit drukkersfamilie in Lyon. Ballanche is naast Kierkegaard en Nietzsche een belangrijke morele denker van de negentiende eeuw. Zijn theorie vertrekt vanuit de vraag wat de plaats is die de mens inneemt in het universum en in de geschiedenis: "La vie de l'homme sur la terre est-elle une épreuve? Est-elle une éducation? Ou bien simplement un rêve? Voilà la grande question.
Deze Franse historische filosoof heeft via zijn belangrijkste werk over de sociale palingenesie de basis gelegd voor een realistische historische ethiek. Het werk behandelt hoofdzakelijk de constante revolutie van opeenvolgende geweldplegingen (oorlogen, meer bepaald de Franse Revolutie) en hun correctie ("épreuves"). Het is hoofdzakelijk een christelijke filosofie, die berust op de gedachte van de zogenaamde "vooruitgang door goddelijke beproevingen" en volgens de welke de evolutie van de mensheid een lijdensweg van de erfzonde in de tijd is. Volgens Ballanche was de geschiedenis van de mensheid een voortdurende "palingenesie" of "wedergeboorte uit de verdwazing". Hij verklaarde dit fenomeen als een moderne trial and error, maar dan binnen een strikt religieus denkkader.
Ballanche was royalist en antirevolutionair. Hij zag de Franse Revolutie als een kosmische chaos.
Andere werken zijn:
- l’Essai sur les institutions sociales dans leur rapport avec les idées nouvelles (1818)
- Le Vieillard et le jeune homme (1819)
- L’homme sans nom et l'Élégie (1820)
- La Vision d'Hébal (1831).

Ballanche werd lid van de Académie française in 1842.
Hij was vriend van François-René de Chateaubriand en van Mme Récamier. Ballanche is begraven op het kerkhof van Montmartre in de kelder van deze laatste.